# Alessandro Fei

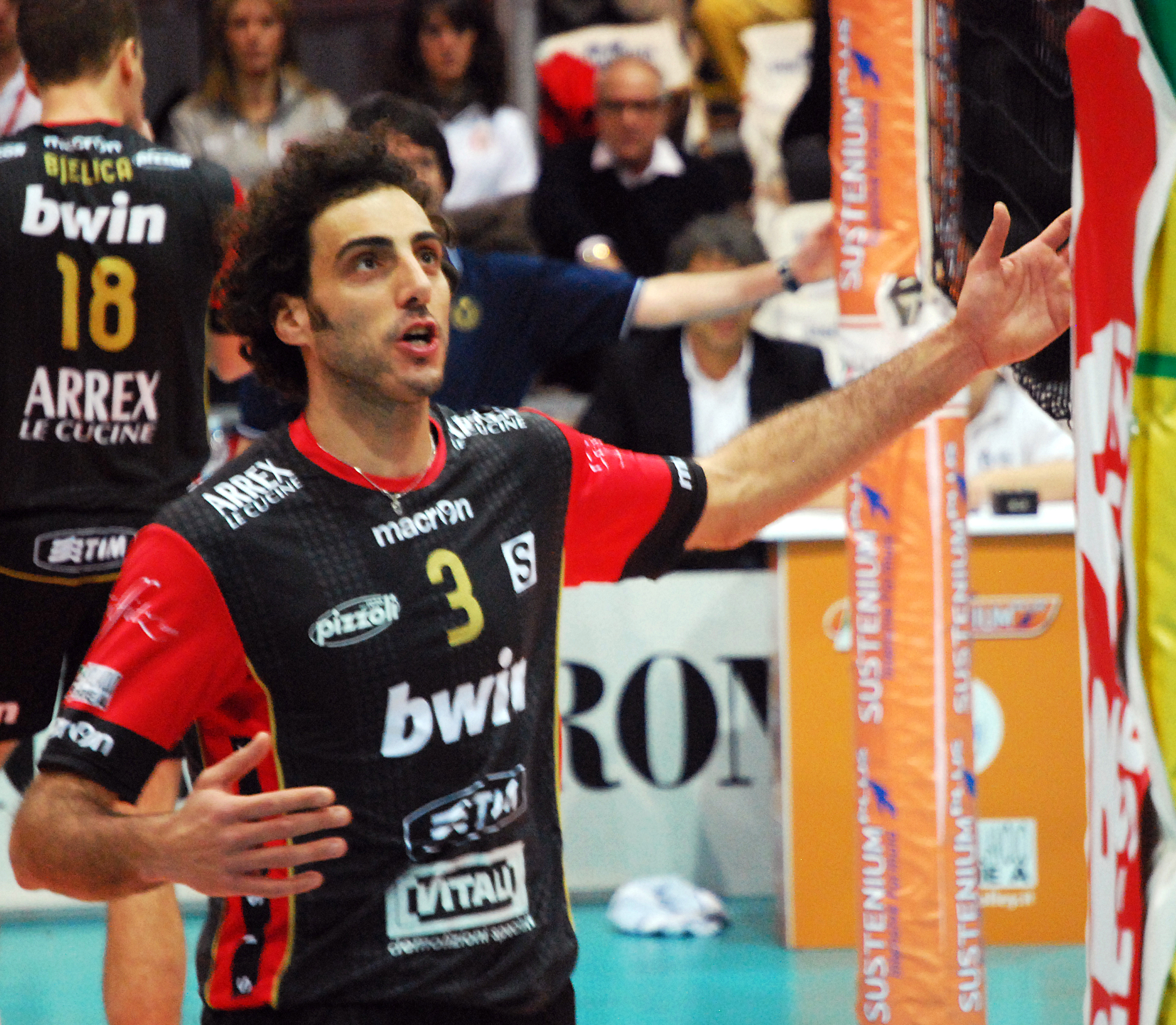
Alessandro Fei zawodnikiem klubu Sisley Treviso w sezonie 2010/2011

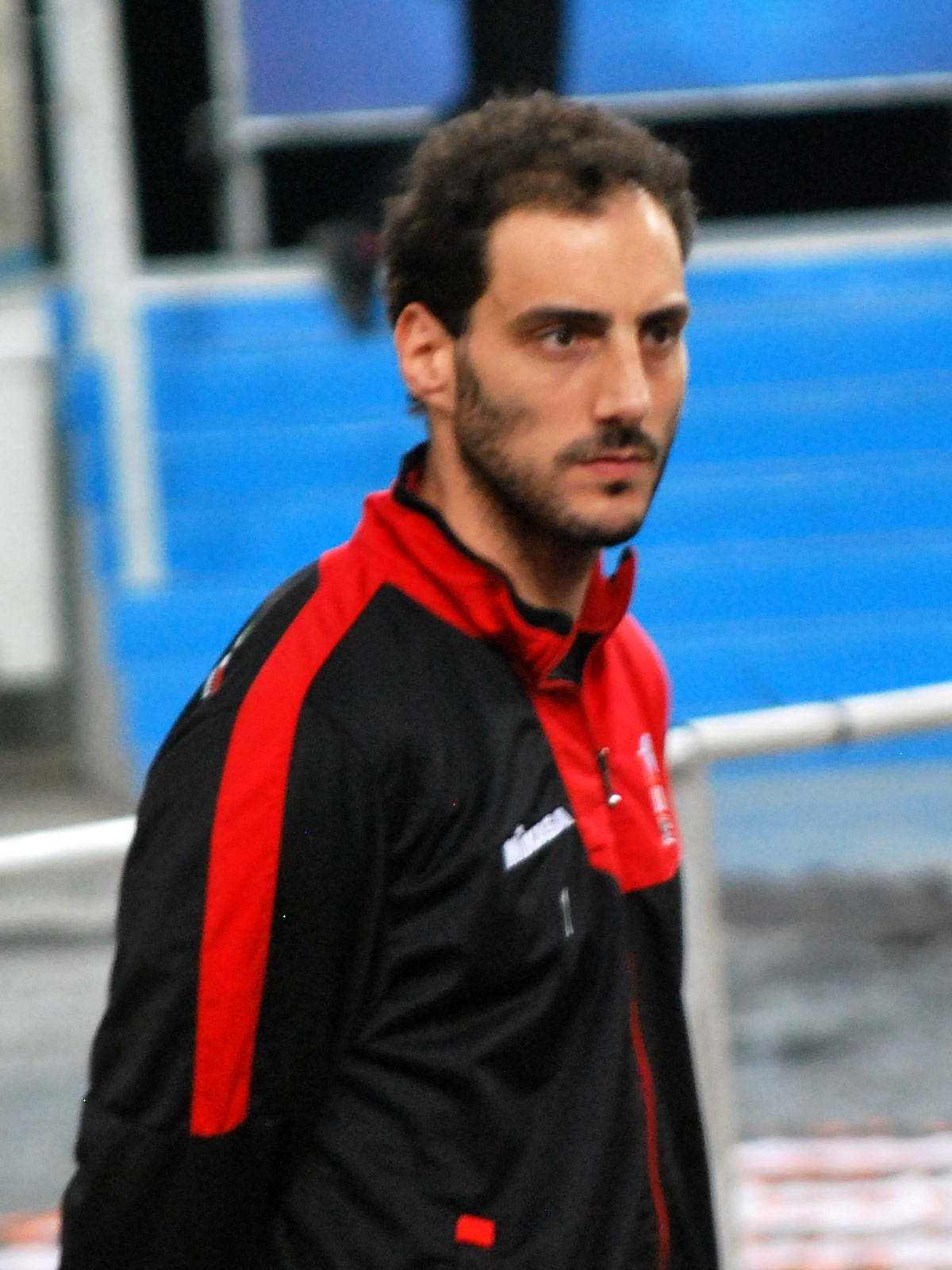
Alessandro Fei zawodnikiem klubu Cucine Lube Banca Marche Civitanova w sezonie 2014/2015

Alessandro Fei, pseudonim Fox (ur. 29 listopada 1978 w Saronno) – włoski siatkarz, reprezentant kraju, trzykrotny medalista olimpijski oraz mistrz świata i Europy. Występował na pozycji atakującego i środkowego.

## Życiorys
W reprezentacji zadebiutował 8 maja 1998, w meczu przeciwko Polsce, wówczas biało-czerwoni pokonali Włochów 3:2. Na początku swojej kariery występował na pozycji środkowego, a następnie po przekątnej z rozgrywającym, na pozycji atakującego. Z drużyną narodową triumfował na Mistrzostwach Świata w 1998 roku. Dwukrotnie wygrał Ligę Światową w 1999 i 2000 roku. W swoim dorobku reprezentacyjnym ma również trzy medale olimpijskie. Na igrzyskach 2000 w Sydney, wywalczył brąz, na igrzyskach 2004 w Atenach srebro, a na igrzyskach 2012 w Londynie ponownie brąz. Alessandro jest także dwukrotnym mistrzem Europy, złoto zdobywał w 2003 i 2005 roku.
Po ukończeniu sezonu 2019/2020 w Gas Sales Piacenza postanowił zakończyć karierę siatkarską. W latach 2020-2022 był menadżerem klubu Gas Sales Bluenergy Piacenza, a od sezonu 2022/2023 jest dyrektorem sportowym tego klubu.

## Sukcesy klubowe
Puchar Włoch:
- 2001, 2004, 2005, 2007, 2014

Puchar CEV:
- 2001, 2003, 2011

Superpuchar Włoch:
- 2001, 2003, 2004, 2005, 2007, 2014

Mistrzostwo Włoch:
- 2003, 2004, 2005, 2007
- 2002, 2006, 2013
- 2010, 2014

Liga Mistrzów:
- 2006
- 2016

Puchar Challenge:
- 2013

## Sukcesy reprezentacyjne
Mistrzostwa Świata:
- 1998

Liga Światowa:
- 1999, 2000
- 2001, 2004
- 2003

Igrzyska Olimpijskie:
- 2004
- 2000, 2012

Mistrzostwa Europy:
- 2003, 2005
- 2001

Puchar Wielkich Mistrzów:
- 2005

## Nagrody indywidualne
- 2004 – MVP Superpucharu Włoch
- 2005 – Najlepszy atakujący Pucharu Wielkich Mistrzów
- 2005 – MVP Superpucharu Włoch
- 2006 – MVP i najlepszy zagrywający turnieju finałowego Ligi Mistrzów
- 2011 – MVP turnieju finałowego Pucharu CEV
- 2014 – MVP turnieju finałowego Pucharu Włoch

## Odznaczenia
- 21 lipca 2000 został odznaczony Orderem Zasługi Republiki Włoskiej V klasy[8].
- 27 września 2004 został odznaczony Orderem Zasługi Republiki Włoskiej IV klasy[9].